# Pardosa porpaensis
Pardosa porpaensis este o specie de păianjeni din genul Pardosa, familia Lycosidae, descrisă de Gajbe în anul 2004. Conform Catalogue of Life specia Pardosa porpaensis nu are subspecii cunoscute.